# Phyllocnistis shizukagozen
Phyllocnistis shizukagozen is een vlinder uit de familie van de mineermotten (Gracillariidae). De wetenschappelijke naam van de soort werd voor het eerst geldig gepubliceerd in 2011 door Kobayashi & Hirowatari.